# Baja: Edge of Control
Baja: Edge of Control est un jeu vidéo de course développé par 2XL Games et édité par THQ, sorti en 2008 sur PlayStation 3 et Xbox 360, puis remastérisé en 2017 sur Windows, PlayStation 4 et Xbox One sous le nom de Baja: Edge of Control HD. Il tient son nom de la Baja 1000.

## Système de jeu
Baja: Edge of Control est un jeu de course tout-terrain d'arcade, basé sur des courses d'endurance dans le désert. Le jeu compte également un mode « Balade » permettant au joueur d'explorer des environnements ouverts libremement. Le mode multijoueur permet d'affronter d'autres joueurs via Xbox Live et PlayStation Network, ainsi que de jouer jusqu'à quatre joueurs en écran partagé.

## Accueil

### Accueil critique
| Score global                | Score global |
| --------------------------- | ------------ |
| Agrégateur                  | Note         |
| jeuxvideo.com               | 11/20        |
| Official Xbox Magazine (US) | 8/10         |
| Métacritic                  | 61/100       |

### Distinctions
Baja: Edge of Control est nommé par GameSpot pour la catégorie du meilleur jeu de course de l'année.

## Version remastérisée
Le 1er mars 2017, THQ Nordic annonce qu'une version remastérisée de Baja: Edge of Control est en développement. Cette version, intitulée Baja: Edge of Control HD, est caractérisée par des techniques de rendu améliorées pour l'éclairage, les ombres et les effets de poussière. Le jeu sort dans le monde entier le 14 septembre 2017 sur PlayStation 4, Xbox One et Microsoft Windows.